# Tobias Menzies
Hanan Tobias Simpson Menzies (Londra, 7 marzo 1974) è un attore britannico.

## Biografia
Nato a Londra, Menzies è figlio di un’insegnante e di un produttore della BBC.
Si è laureato presso la Royal Academy of Dramatic Art nel 1998 ed è stato addestrato nello Steiner System, che comprende il movimento, il canto e la strumentazione musicale.
È stato legato per qualche mese all'attrice Kristin Scott Thomas.

### Carriera
Tobias ha lavorato con la Spontaneity Shop, una società di improvvisazione britannica. Ha iniziato la sua carriera televisiva e cinematografica in alcune delle serie più popolari della televisione britannica, tra cui La guerra di Foyle, L'ispettore Barnaby e Casualty. Egli è meglio conosciuto al pubblico internazionale per aver interpretato Marco Giunio Bruto, amico e in seguito traditore di Giulio Cesare, nella premiata serie televisiva di HBO e BBC Roma.
Menzies ha avuto un ruolo importante in The Down Low con Aidan Gillen, ma ha anche lavorato a lungo sul palcoscenico, interpretando il ruolo di protagonista nella produzione di Rupert Goold dell'Amleto al Royal Theatre di Londra. Nell'aprile 2007 Menzies è apparso nel ruolo di William Elliot nella produzione della ITV basata sul classico di Jane Austen Persuasione e ha anche interpretato Peter Trifimov in The Cherry Orchard con Joanna Lumley al Crucible Theatre di Sheffield.
Nel 2012 è apparso nella quarta stagione della serie TV di satira politica The Thick of It nel ruolo si Simon Weir. Dal 2013 al 2019 interpreta Edmure Tully, l'erede della Casa Tully di Delta delle Acque, nella serie televisiva della HBO Il Trono di Spade. Nel 2014 Menzies ha interpretato la guardia del corpo di Maggie Gyllenhaal, Nathaniel Bloom, nella miniserie TV The Honourable Woman ed è co-protagonista nella serie TV Starz Outlander nei ruoli di Jonathan "Black Jack" Randall e Frank Randall.
Ha interpretato il principe Filippo nella terza stagione e nella quarta stagione della serie Netflix The Crown, vincendo il Premio Emmy al miglior attore non protagonista in una serie drammatica nel 2021 

## Filmografia

### Cinema
- The Low Down, regia di Jamie Thraves (2000)
- Neverland - Un sogno per la vita (Finding Neverland), regia di Marc Forster (2004)
- Piccadilly Jim, regia di John McKay (2005)
- The Last Hangman, regia di Adrian Shergold (2005)
- Casino Royale, regia di Martin Campbell (2006)
- Espiazione (Atonement), regia di Joe Wright (2007)
- Anton Chekhov's The Duel, regia di Dover Koshashvili (2010)
- Jackboots on Whitehall, regia di Edward McHenry e Rory McHenry (2010) - voce
- Forget Me Not, regia di Alexander Holt e Lance Roehrig (2010)
- Hysteria, regia di Tanya Wexler (2011)
- Black Sea, regia di Kevin Macdonald (2014)
- Una, regia di Benedict Andrews (2016)
- Underworld: Blood Wars, regia di Anna Foerster (2016)
- F1 - Il film (F1: The Movie), regia di Joseph Kosinski (2025)

### Televisione
- Casualty – serie TV, 11 episodi (1998-2000)
- Longitude, regia di Charles Sturridge – film TV (2000)
- Summer in the Suburbs, regia di David Attwood – film TV (2000)
- L'ispettore Barnaby (Midsomer Murders) – serie TV, episodio 3x03 (2000)
- I Saw You – serie TV (2002)
- Ultimate Force – serie TV, 3 episodi (2002)
- Foyle's War – serie TV, 1 episodio (2002)
- A Very Social Secretary, regia di Jon Jones – film TV (2005)
- Roma (Rome) – serie TV, 17 episodi (2005-2007)
- Persuasion, regia di Adrian Shergold – film TV (2007)
- The Relief of Belsen, regia di Justin Hardy – film TV (2007)
- Fairy Tales – miniserie TV, puntata 3 (2007)
- Bonekickers - I segreti del tempo (Bonekickers) – serie TV, 1 episodio (2008)
- Kingdom – serie TV, 1 episodio (2009)
- Pulling – serie TV, 1 episodio (2009)
- Spooks – serie TV, 2 episodi (2009)
- The Deep – miniserie TV, 5 puntate (2010)
- Any Human Heart – serie TV, 2 episodi (2010)
- Law & Order: UK – serie TV, 1 episodio (2010)
- The Shadow Line – miniserie TV, 5 puntate (2011)
- Eternal Law – serie TV, 6 episodi (2012)
- Simon Schama's Shakespeare – miniserie TV, 2 puntate (2012)
- The Thick of It – serie TV, 1 episodio (2012)
- Secret State – miniserie TV, 1 puntata (2012)
- Getting On – serie TV, 3 episodi (2012)
- Black Mirror – serie TV, 1 episodio (2013)
- Doctor Who – serie TV, 1 episodio (2013)
- Il Trono di Spade (Game of Thrones) – serie TV, 8 episodi (2013; 2016; 2019)
- Testimoni silenziosi (Silent Witness) – serie TV, 2 episodi (2014)
- The Honourable Woman – miniserie TV, 6 puntate (2014)
- Outlander – serie TV, 24 episodi (2014-2018)
- Catastrophe – serie TV, 4 episodi (2015-2017)
- The Night Manager – miniserie TV, 6 puntate (2016)
- The Terror – serie TV, 9 episodi (2018)
- King Lear, regia di Richard Eyre – film TV (2018)
- The Crown – serie TV (2019-2020)
- Modern Love 2 – serie TV (2021)
- Manhunt – serie TV (2024)

## Doppiatori italiani
Nelle versioni in italiano delle opere in cui ha recitato, Tobias Menzies è stato doppiato da:
- Francesco Prando in Espiazione, The Honourable Woman, Outlander, A dire il vero, Manhunt
- Riccardo Rossi in Casino Royale, F1 - Il film
- Stefano Benassi in Black Mirror, The Terror
- Mario Cordova in Underwold: Blood Wars
- Vittorio De Angelis ne Il Trono di Spade (st. 3)
- Jacopo Venturiero ne Il Trono di Spade (ep. 6x06-08, 8x06)
- Marco De Risi in Doctor Who
- Christian Iansante in Hysteria
- Riccardo Niseem Onorato in Roma
- Alessandro D'Errico in The Crown
- Vittorio Guerrieri in King Lear